# Cursa Gent–Wevelgem 2016
Cursa Gent–Wevelgem 2016 a fost ediția a 78-a a cursei clasice de ciclism Gent–Wevelgem, cursă de o zi. S-a desfășurat pe data de 27 martie 2016 și face parte din calendarul UCI World Tour 2016.
Cursa a fost câștigată de Sagan, care a scăpat cu Cancellara și Sep Vanmarcke (LottoNL-Jumbo) pe Kemmelberg, după o serie de evadări și a avut loc în prima jumătate a cursei. Lor li s-a alăturat Vyacheslav Kuznetsov (Echipa Katusha), care s-a aflat și în evadarea timpurie a zilei, iar grupul de patru oameni au ajuns la linia de sosire împreună. Sagan a câștigat sprint-ul, pe locul al doilea a venit Vanmarcke și Kuznetsov al treilea. 
În timpul porțiunii franceze a cursei, ciclistul belgian Antoine Demoitié (Wanty-Groupe Gobert) a căzut și apoi a fost lovit de o motocicletă aparținând organizatorilor, decedând mai târziu în acea seară.

## Echipe participante
La această cursă au participat 25 de echipe: cele 18 din Circuitul mondial UCI invitate automat, la care s-au adăugat șapte echipe continentale care au primit wildcard-uri. 

### Echipe UCI World
| - Ag2r-La Mondiale - Astana - BMC Racing Team - Etixx-Quick Step - FDJ - IAM Cycling - Lampre-Merida - Lotto Soudal - Movistar | - Orica-GreenEDGE - Cannondale-Garmin - Giant-Alpecin - Team Katusha - LottoNL–Jumbo - Dimension Data - Team Sky - Tinkoff-Saxo - Trek-Segafredo |  |

### Echipe continentale profesioniste UCI
| - CCC–Sprandi–Polkowice - Cofidis - Bardiani–CSF - Direct Énergie | - Roompot–Oranje Peloton - Topsport Vlaanderen–Baloise - Wanty–Groupe Gobert |  |

## Rezultate
| Loc | Concurent            | Echipă           | Timp      |
| --- | -------------------- | ---------------- | --------- |
| 1   | Peter Sagan          | Tinkoff-Saxo     | 5h 55'12" |
| 2   | Sep Vanmarcke        | LottoNL–Jumbo    | +0"       |
| 3   | Vyacheslav Kuznetsov | Team Katusha     | +0"       |
| 4   | Fabian Cancellara    | Trek-Segafredo   | +0"       |
| 5   | Arnaud Démare        | FDJ              | +11"      |
| 6   | Fernando Gaviria     | Etixx–Quick-Step | +11"      |
| 7   | Jürgen Roelandts     | Lotto Soudal     | +11"      |
| 8   | Jacopo Guarnieri     | Team Katusha     | +11"      |
| 9   | Greg Van Avermaet    | BMC Racing Team  | +11"      |
| 10  | Michael Mørkøv       | Team Katusha     | +11"      |

## Legături externe
- en Site web oficial
- Cursa Gent–Wevelgem 2016 – ProCyclingStats